# Gefühl-als-Information-Theorie
Die Gefühl-als-Information-Theorie von Norbert Schwarz (1987) stellt ein psychologisches Rahmenmodell zur Konzeptionalisierung der Rolle von Gefühlen in der menschlichen Urteilsbildung dar. Sie besagt, dass Menschen unter bestimmten Bedingungen Gefühle als Grundlage für Werturteile nutzen.

## Entwicklung
Die Gefühl-als-Information-Theorie wurde Ende der 1980er Jahre von Norbert Schwarz entwickelt. Die Theorie integriert diverse vorangegangene Befunde anderer Forscher. Schon früh zeigten Schachter und Singer (1962) mit ihrer Forschung zum Thema Arousal die Wichtigkeit von Attributionen, also Kausalzuschreibungen im menschlichen Erleben auf. In ihrer Studie schlossen die Teilnehmer vom Grad ihrer körperlichen Erregung (der von den Versuchsleitern ohne Wissen der Teilnehmer manipuliert wurde) auf ihr psychisches Befinden.
Weiter konnte gezeigt werden, dass Stimmungen die Zugänglichkeit stimmungskongruenter, also zur Stimmung passender Information im Gedächtnis erhöhen. Das bedeutet, dass einer Person im Moment der Urteilsbildung zur aktuellen Stimmung passende Informationen besonders präsent sind. 

Wyer und Carlston (1979) integrierten beide Befunde und zeigten, dass auch Gefühle im menschlichen Urteilsprozess als Informationen für Beurteilungen verwendet werden können, selbst wenn sie unabhängig vom Urteilsobjekt sind. Dafür spricht auch eine Arbeit von Griffitt und Veitch (1971), die belegt, dass es in zwischenmenschlichen Beziehungen genügt, den anderen mit positiven Gefühlen in Verbindung zu bringen, um zwischenmenschliche Attraktion zu erhöhen, auch wenn diese Gefühle zufällig sind oder von einer anderen Quelle stammen.
Es bestand daher für Schwarz Grund zu der Annahme, die von Zajonc aufgestellte These „Preferences need no inferences“ (deutsch: Vorlieben bedürfen keiner Schlussfolgerungen) in Frage zu stellen. Die oben dargestellten Erkenntnisse sprechen entgegen dieser Aussage für einen entscheidenden Einfluss von Attributionen und somit Schlussfolgerungen auf dem Weg von Gefühlen zu Urteilen.

### Klassische Experimente
Die klassischen Experimente von Schwarz und Clore aus dem Jahr 1983 lieferten weitere Hinweise auf die Wichtigkeit von Gefühlszuständen beim menschlichen Urteilen. In einem ersten Experiment versuchten Schwarz und Clore herauszufinden, ob die erhöhte Zugänglichkeit zur aktuellen Stimmung passender Gedächtnisinhalte deren Einfluss auf die Urteilsbildung erklären kann oder ob tatsächlich ein Urteilsprozess, bei dem die Stimmung als Information genutzt wird, vorliegt.
Dazu brachten sie die Versuchsteilnehmer in positive bzw. negative Stimmung, indem diese entweder ein positives oder ein negatives Ereignis aus der Vergangenheit niederschreiben sollten. Gleichzeitig wurde den Teilnehmern suggeriert, der Raum, in dem das Experiment stattfand, verursache eine gute oder bedrückende Stimmung.
Die Vorhersage der Autoren war Folgende: Wirkt lediglich die Zugänglichkeit stimmungskongruenter Information, so sollte die anfängliche Stimmungsmanipulation unabhängig von der Information über den Raum ihre Wirkung zeigen. Wird die Stimmung als Information im Urteilsprozess herangezogen, so sollte vorher von den Teilnehmern geprüft werden, ob sie überhaupt etwas mit dem abzugebenden Urteil zu tun hat. Dementsprechend sollten Teilnehmer, die ihre Stimmung auf die Auswirkungen des Raumes zurückführen, diese Information nicht für das Urteil benutzen. Nur bei solchen Teilnehmern, deren Stimmung sich nicht mit den vermeintlichen Auswirkungen des Raumes erklären ließ, sollte die Stimmung das Urteil beeinflussen. Die vorhergesagten Effekte zeigten sich (allerdings lediglich für diejenigen Teilnehmer, die anfangs ein trauriges Ereignis erinnert hatten).
In einem zweiten Experiment wurde der Effekt in einem natürlicheren Umfeld untersucht: Die Versuchsleiter riefen Personen entweder an sonnigen oder an regnerischen Tagen an und fragten sie nach ihrer Lebenszufriedenheit. Hierbei berichteten Personen an sonnigen Tagen eine höhere Lebenszufriedenheit als an regnerischen Tagen. Dieser Effekt verschwand, wenn die Versuchsleiter vor der Frage nach der Lebenszufriedenheit nach dem Wetter am Aufenthaltsort der Teilnehmer fragten, da diese ihre Stimmung dann richtigerweise auf das Wetter zurückführten.

## Postulate
Vier zentrale Postulate liegen der Gefühl-als-Information-Theorie zugrunde:
1. Personen nutzen ihre Gefühle als Informationen für zu fällende Urteile. Unterschiedliche Arten von Gefühlen  sind Grundlage unterschiedlicher Arten von Informationen:
  1. Affektive Gefühle: bezeichnet als Emotionen, wenn sie auf ein Zielobjekt gerichtet sind, wohingegen Stimmungen diffuser sind, kein klares Zielobjekt haben und meist länger andauern. Beispielsweise informiert Ärger, dass uns jemand Unrechtes getan hat, und liefert damit spezifischere Information als eine allgemein negative Stimmung.
  2. Kognitive Gefühle: informieren über den eigenen Wissenstand (z. B. Verarbeitungsflüssigkeit, Vertrautheit)
  3. Körperliche Gefühle (z. B. Schmerz, physiologische Erregung)
2. Der Einfluss von Gefühlen bei der Urteilsbildung hängt von ihrem wahrgenommenen informativen Wert ab.
  1. Personen gehen davon aus, dass ihre aktuellen Gefühle sich auf das beziehen, was gerade im Fokus ihrer Aufmerksamkeit liegt. Dies wird selten hinterfragt, ist aber oft nicht korrekt.
  2. Wird ein Gefühl im Gegensatz dazu einer zufälligen Quelle zugeschrieben (das heißt einer Person ist bewusst, dass das Gefühl eine andere Ursache hat als das Objekt im Fokus), wird sein informativer Wert als geringer wahrgenommen – beispielsweise war diese andere Ursache im oben beschriebenen Experiment das Wetter. Andersherum wird er höher eingeschätzt, wenn tatsächliche Gründe für ein anderes Gefühl vorliegen, aber dennoch das wahrgenommene Gefühl überwiegt.
  3. Veränderungen in der Gefühlswahrnehmung sind informativer als stabile Gefühlszustände.
3. Wenn Gefühle als Information genutzt werden, folgt diese Nutzung denselben Prinzipien wie die jeder anderen Art von Information. Gefühle werden nur als Informationsgrundlage genutzt, wenn ihr Informationswert nicht in Frage gestellt wird. Je stärker der Eindruck, die Gefühle seien relevant für eine Fragestellung, desto größer ist ihr Einfluss.
  1. Geringe Verarbeitungskapazität (ausgelöst beispielsweise durch andere gleichzeitig ablaufende Prozesse der Informationsverarbeitung) und geringe Motivation führen ebenfalls zu einem größeren Einfluss dieser Information[8]. Konkret ist dies beispielsweise der Fall, wenn eine Person gedanklich sehr mit etwas anderem beschäftigt ist. Sind hingegen alternative Informationen vorhanden und werden auch bedacht, verringert sich der Einfluss der Gefühle als Information. Dies führt zum Beispiel dazu, dass Personen in Bereichen, in denen sie sich gut auskennen, weniger auf die Informationen zurückgreifen, die ihnen ihre Gefühle vermitteln.
  2. Manche Gefühle erfordern mehr Interpretation und bieten einen breiteren Rahmen für diese als andere. Stimmungen liefern demnach diffusere Informationen über die Valenz eines Urteilsobjekts (d. h. darüber, wie positiv oder negativ es betrachtet wird) als beispielsweise Emotionen. Zudem ziehen Personen je nach ihrer eigenen naiven Theorie unterschiedliche Schlüsse aus der erlebten Leichtigkeit, eine Information abzurufen. Wenn es beispielsweise schwerfällt, sich an ein Ereignis zu erinnern, können verschiedene Gründe dafür angenommen werden: das Ereignis könnte schon eine Weile zurückliegen, oder nicht wichtig genug gewesen sein, um ihm viel Aufmerksamkeit zu schenken.
4. Wie Informationen anderer Art können auch Gefühle als Urteilsgrundlage genutzt werden. Der Verarbeitungsweg wird je nach Einschätzung einer Situation unterschiedlich gewählt, beispielsweise wird in bekannten oder als unproblematisch erlebten Situationen eher auf Routinen und Vorwissen zurückgegriffen.

## Moderatoren
Greifeneder, Bless und Pham (2010) identifizierten fünf Gruppen von Moderatoren für den Prozess des Urteilens auf Basis von Gefühlen:
1. Die Salienz (d. h. die Auffälligkeit) des Gefühls. Erhält ein Gefühl stärkere Beachtung als andere Gefühle oder sonstige Informationen, so wird es eher als Urteilsgrundlage genutzt. Dies wäre beispielsweise der Fall, wenn eine Person einem Redner eine starke Abneigung entgegenbringt, obwohl sie den Inhalt der Rede nicht negativ bewertet.
2. Die Repräsentativität des Gefühls für das Zielobjekt. Repräsentativität ist hier gemeint als der Grad, in dem das Gefühl als vom Zielobjekt ausgehend erlebt wird oder zentrale Merkmale des Objekts wiedergibt. Im Rednerbeispiel wäre das Gefühl repräsentativ, wenn es vom Redner ausgelöst zu werden und Informationen über ihn zu enthalten scheint.
3. Die Relevanz des Gefühls für das Urteil. In Abgrenzung zur Repräsentativität, die sich auf das Zielobjekt bezieht, geht es hier um das tatsächliche Urteil, beispielsweise die Glaubhaftigkeit des Redners.
4. Die evaluative Formbarkeit (engl. malleability) des Urteils. Gefühle üben einen stärkeren Einfluss aus, je formbarer das Urteil ist, im Beispiel also in Abhängigkeit davon, wie veränderbar die Glaubwürdigkeitseinschätzung ist.
5. Den Grad der Verarbeitungsintensität. Der Einfluss des Gefühls gegenüber dem Redner wäre größer, wenn die urteilende Person beispielsweise durch andere Einflüsse vom Redner und seinen Worten abgelenkt ist.